# Quadrangle d'Alpha Regio
Le quadrangle d'Alpha Regio (littéralement :  quadrangle de la région Alpha), aussi identifié par le code USGS V-32, est une région cartographique en quadrangle sur Vénus. Elle est définie par des latitudes comprises entre 0° et 25° S et des longitudes comprises entre 0° et 30° E,. Il tire son nom de la région Alpha.